# Edition Keiper
Die Edition Keiper (Eigenschreibweise edition keiper) ist ein  österreichischer Verlag mit Sitz in Graz.

## Verlag
Der Verlag wurde im April 2008 von Anita Keiper gegründet. Die Edition Keiper widmet sich seit ihrer Gründung vorwiegend den Werken und Ideen deutschsprachiger Autoren, ein Verlagsschwerpunkt ist steirische Literatur. Mittlerweile (2023) wurden an die 300 Bücher in den Bereichen Belletristik, Lyrik und Kunst herausgebracht.
Durch die Verwendung von Videopodcasts und durch die Buch- und Event-PR über Web 2.0-Tools nutzt die Edition Keiper verstärkt die neuen Medien.

## Autoren
Zu den Autoren des Verlags gehören Helwig Brunner, Günter Eichberger, Robert Eichenauer, Sigi Faschingbauer, Mathias Grilj, Markus Grundtner, Colin Hadler, Hans Helmut Hiebel, Christoph Huemer, Mirella Kuchling, Mike Markart, Bettina Messner, Manfred Mixner, Markus Mörth, Günter Neuwirth, Wolfgang Pollanz, Oskar Scherzer, Alfred Paul Schmidt, August Schmölzer, Martin G. Wanko, Christian Wehrschütz, Andrea Wolfmayr, die Lyriker Gertrude Grossegger, Sophie Reyer, Udo Kawasser, Ute Eckenfelder, Marcus Pöttler, Friederike Schwab oder Michael Hillen, sowie die Künstler Luise Kloos, Alfred Resch, Renate Krammer CEDES/Gilbert Kleissner, Richard Frankenberger oder Christian Marczik und Wenzel Mracek.